# پاپیس سیسه
پاپیس دمبا سیسه (فرانسوی: Papiss Demba Cissé‎؛ زاده ۳ ژوئن ۱۹۸۵) بازیکن فوتبال اهل سنگال است.
وی همچنین در تیم ملی فوتبال سنگال بازی کرده‌است.